# アンジェラ (マーベル・コミック)
アンジェラは、『スポーン』などのアメリカン・コミック作品に登場するキャラクター。キャラクターの版権が（作品ごとではなくキャラクターの版権のみが）イメージ・コミック、ニール・ゲイマン（作者個人）、マーベル・コミックへと移った珍しいキャラクター。

## イメージ・コミック時代
天界の「闘天使」という戦闘に特化した天使で、その中でもトップクラスの腕を持つ。
スポーン狩りを任務としていたが、スピンオフ作品の『アンジェラ』ではスポーンと手を組み、また、『スポーン』本編内でも天界の所属のため、スポーンとともに魔界のキャラクターと戦ったこともある。
魔界の戦士・シモンズとの戦いに破れ、天界から追われ、その後はシモンズと行動をともにするようになる。マレボルギアとの戦いで命を落とし、シモンズがアンジェラの遺した剣でその仇を討つことになる。

## マーベル・コミック時代
「エイジオブウルトロン」により生じた次元の歪みにより、マーベル・ユニバース内で復活する。
自分が本来いた世界とはまるで異なる世界を彷徨った挙句、ガーディアンズ・オブ・ザ・ギャラクシーに捕らえられ、その後はガーディアンズ・オブ・ザ・ギャラクシーと行動をともにする。
その後、オーディンの第一子（マイティ・ソーの姉）であったことが判明し、アスガルドで暮らすようになる。

## 版権移動の経緯
『スポーン』という作品自体は、イメージ・コミックの創始者・トッド・マクファーレンが生み出したものであったが、『スポーン』のキャラクター・アンジェラは、ニール・ゲイマンが創作したものであった。
上記のような関係性であったが、トッド・マクファーレンが、ニール・ゲイマンの創作した『ミラクルマン』の権利を奪ったことで、両者の関係は崩れ、『ミラクルマン』の著作権は裁判で争われることとなる。
結果、ニール・ゲイマンは『ミラクルマン』の著作権を取り戻し、この裁判でニール・ゲイマンを支援していたマーベル・コミックに御礼としてアンジェラの権利を譲渡した。